# 邱党
邱党（1996年10月29日—），出生于尼尔廷根，德国華裔男子乒乓球运动员。他曾获得2020年欧洲乒乓球锦标赛混合双打冠军、2021年欧洲乒乓球锦标赛男子团体冠军、2022年欧洲乒乓球锦标赛男子單打冠軍。

## 家庭
父亲邱建新，來自中國江蘇，1990年代移居德國。